# Zhang Fusen
Zhang Fusen (chinesisch 张福森; * März 1940 in Shunyi, Peking) ist ein chinesischer Politiker der Kommunistischen Partei Chinas (KPCh), der unter anderem zwischen 2000 und 2005 Justizminister im Staatsrat der Volksrepublik China sowie von 2003 bis 2013 Mitglied des Ständigen Ausschusses des Nationalkomitees der Politischen Konsultativkonferenz des chinesischen Volkes (PKKCV) war.

## Leben
Zhang Fusen trat nach dem Schulbesuch als Achtzehnjähriger 1958 der Kommunistischen Partei Chinas (KPCh) bei und begann 1959 ein Studium an der Abteilung für automatische Steuerung der Tsinghua-Universität, welches er 1965 beendete. Während seines Studiums engagierte er sich zwischen 1959 und 1965 auch als Vorsitzender der Studentenvereinigung an dieser Universität. Nach verschiedenen beruflichen Tätigkeiten war er nach der Kulturrevolution zwischen 1979 und 1981 Leiter der Abteilung Studenten des Kommunistischen Jugendverbandes Chinas (KJVC) in Peking und dort anschließend von 1981 bis 1984 sowohl stellvertretender Sekretär des KJVC in Peking als auch dort kommissarischer Vorsitzender des Allchinesischen Jugendbundes, ein Dachverband von Jugendorganisationen. Danach fungierte er zwischen 1984 und 1990 zunächst als geschäftsführender stellvertretender Sekretär sowie zuletzt als Sekretär des Parteikomitees des Pekinger Stadtbezirks Haidian.
Auf dem XIII. Parteitag (25. Oktober bis 2. November 1987) wurde Zhang erstmals Mitglied des Zentralkomitees der Kommunistischen Partei Chinas (ZK der KPCh) und gehörte diesem Führungsgremium der Partei nach seinen Bestätigungen auf dem XIV. Parteitag der KPCh (12. bis 19. Oktober 1992), auf dem XV. Parteitag (12. bis 19. September 1997) sowie auf dem XVI. Parteitag (8. bis 14. November 2002) bis zum XVII. Parteitag (15. bis 21. Oktober 2007) an. Daraufhin war er 1990 kurzzeitig Sekretär des Arbeitsausschusses für Handels- und Außenwirtschaftsbeziehungen sowie Mitglied des Ständigen Ausschusses des Parteikomitees von Peking. Im Anschluss fungierte er zwischen 1990 und 1995 anfangs als stellvertretender Sekretär sowie zuletzt als Generalsekretär des Parteikomitees des Uigurischen Autonomen Gebietes Xinjiang. Zugleich hatte er von 1990 bis 1995 den Posten als Präsident der Parteischule im Uigurischen Autonomen Gebiet Xinjiang inne. Daraufhin kehrte er nach Peking zurück und war zwischen 1995 und 1997 Vize-Justizminister sowie zeitgleich stellvertretender Sekretär der Parteiführungsgruppe im Justizministerium. Im Anschluss bekleidete er von 1997 bis 2000 die Posten als Vize-Bürgermeister von Peking sowie als stellvertretender Sekretär des Parteikomitees der Hauptstadt. Zusätzlich war er auch Mitglied des Ständigen Ausschusses des Parteikomitees von Peking.
Zhang Fusen löste am 26. November 2000 zunächst kommissarisch Gao Changli als Justizminister im Staatsrat der Volksrepublik China ab und übernahm dieses Amt dann formell am 28. Dezember 2000. Er verblieb bis zum 1. Juli 2005 in diesem Ministeramt und wurde daraufhin von Wu Aiying abgelöst. Er war gleichzeitig von November 2000 bis Juli 2005 auch Sekretär der Parteiführungsgruppe im Justizministerium. Des Weiteren wurde er 2003 Mitglied des Ständigen Ausschusses des Nationalkomitees der Politischen Konsultativkonferenz des chinesischen Volkes (PKKCV), ein beratendes Gremium im Staatsapparat der Volksrepublik China, das sowohl aus Mitgliedern der KPCh wie aus Nichtparteimitgliedern oder Mitgliedern anderer Parteien, den sogenannten „Acht Demokratischen Parteien und Gruppen“, besteht. Diesem Gremium gehörte er in der zehnten und elften Legislaturperiode bis 2013 an. Er war ferner zwischen 2008 und 2013 Vorsitzender des Ausschusses für Soziales und Recht des Nationalkomitees der PKKCV.